# Edward Schwartz
Edward Schwartz (* 1906 in Brooklyn, New York; † 2005 in Toms River, New Jersey) war ein US-amerikanischer Fotograf und Gründungsmitglied der Photo League. Die Photo League war eine Organisation von Fotografen in New York, die sich der Dokumentation des Lebens in den Arbeitervierteln widmete. Sie wurde 1936 gegründet und bot ihren Mitgliedern Schulungen, Ausstellungsräume und eine Plattform für den Austausch über soziale und kreative Themen. Die Photo League wurde 1951 aufgelöst, nachdem sie während der McCarthy-Ära auf die schwarze Liste des US-Justizministeriums gesetzt worden war. Die Photo League spielte eine wichtige Rolle bei der Entwicklung der sozialdokumentarischen Fotografie in den USA.

## Leben
Edward Schwartz wuchs als Sohn russisch-jüdischer Einwanderer in Williamsburg, Brooklyn, auf. Er machte 1922 seinen Abschluss am Hebrew Technical Institute und besuchte anschließend abends das City College, während er tagsüber als Ingenieur in einer Fabrik arbeitete. Edward Schwartz trat 1938 der Photo League bei und begann mit Straßenfotografie in den Einwanderervierteln von New York. Während des Zweiten Weltkriegs diente er in der Marine als SeaBee und fotografierte auch während seiner Stationierung in Okinawa, Japan. Nach dem Krieg arbeitete er als Assistent von Berenice Abbott. 1948 oder 1949 stellte er Around New York fertig, einen Dokumentarfilm über das Alltagsleben in der Lower East Side. 1949 sagte Angela Calomiris aus, Edward Schwartz sei der Organisator der Fotogruppe der Kulturabteilung der Kommunistischen Partei Amerikas gewesen.
Edward Schwartz arbeitete weiterhin im Baugewerbe und fotografierte in seiner Freizeit. Seine Arbeiten befinden sich in den Sammlungen des Peace Memorial Resource Center, Okinawa, der New York Public Library und des Tenement Museum, New York City, sowie des Columbus Museum of Art in Ohio.

## Werk
Edward Schwartz’ fotografisches Werk zeichnet sich durch eine sensible und authentische Darstellung des urbanen Lebens in New York aus. Sein Interesse galt den Alltagsszenen und den sozialen Verhältnissen in den Einwanderervierteln der Stadt. Seine Mitgliedschaft in der Photo League förderte seinen sozialdokumentarischen Ansatz, der sich in seinen Straßenfotografien und dokumentarischen Projekten widerspiegelt.